# 卡拉卡尔帕克人
卡拉卡爾帕克族（Qaraqalpaqlar）是中亞地區的突厥語民族之一，主要分布烏茲別克斯坦西部的卡拉卡爾帕克斯坦共和國（阿姆河下游至咸海南方，少数分布費爾幹納盆地），也有部分居住于伊朗、哈薩克斯坦、巴基斯坦、阿富汗、土庫曼斯坦、俄羅斯等國，人口約620000（其中500000人生活在烏茲別克）。“卡拉卡爾帕克”意為“黑帽子”。他们主要分布于努庫斯。

## 歷史
他們與諾蓋人以及哈薩克人關係較近，曾經與吉爾吉斯人、韃靼人、哈薩克人、諾蓋人、巴什基爾人組成阿拉什聯盟抵抗準噶爾。有一支與諾蓋人一起生活（臣屬哈薩克汗國與烏茲別克人）。十五至十六世纪他们有很多人加入小玉兹。在前苏联他们与哈萨克族一起生活。

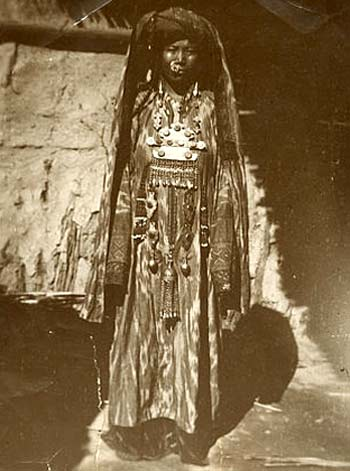
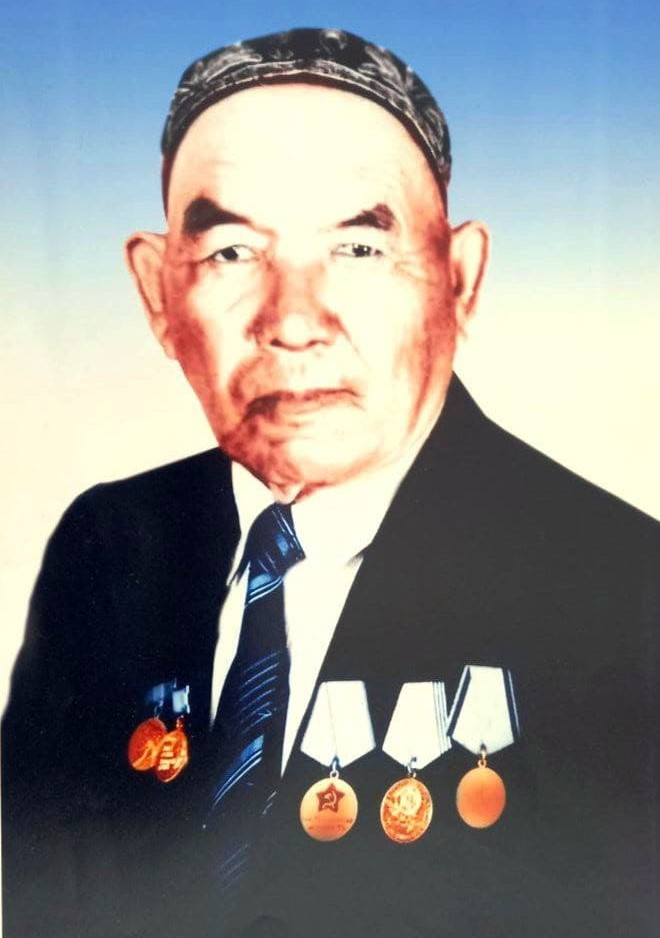
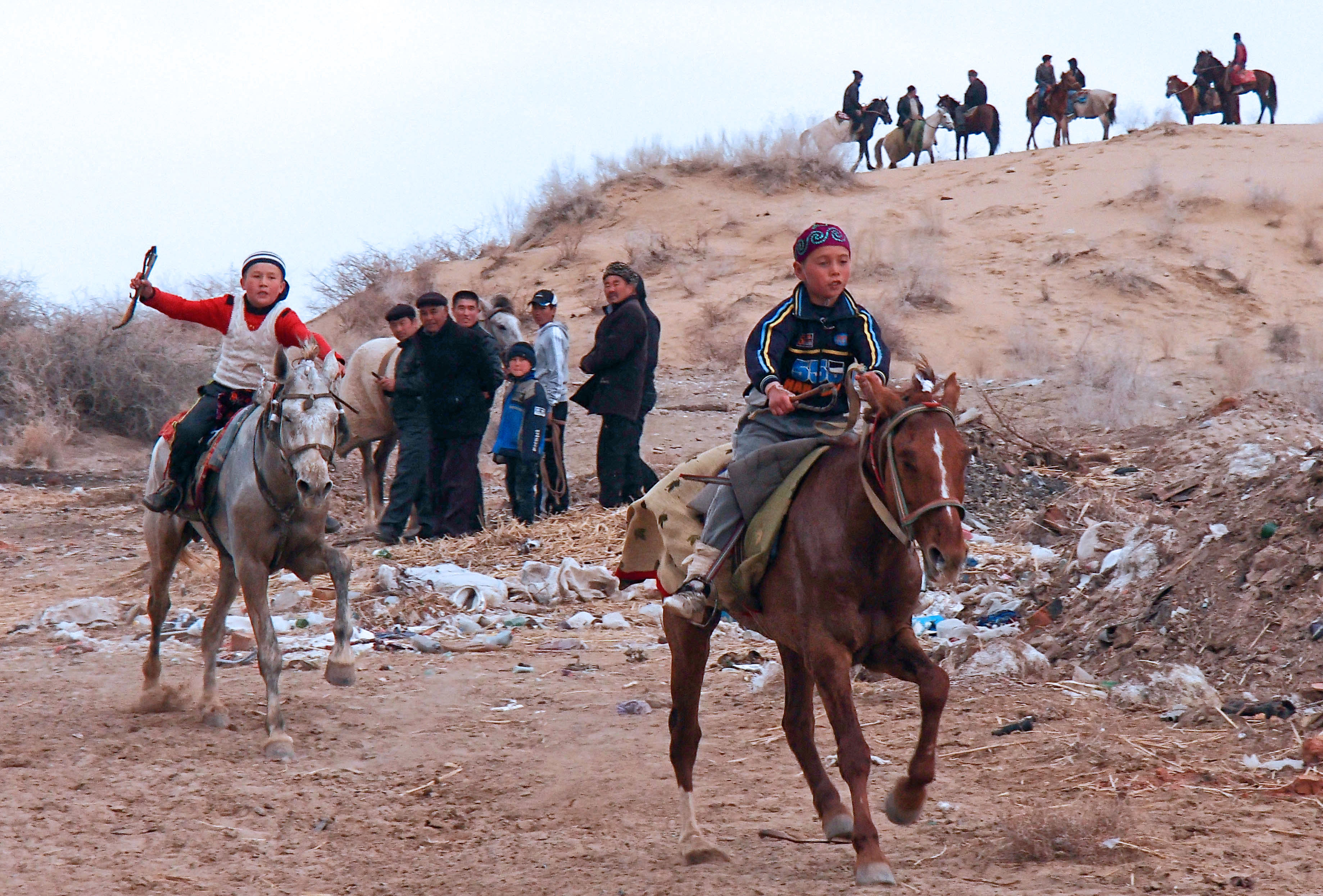
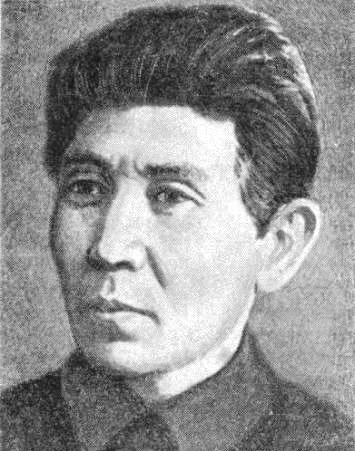
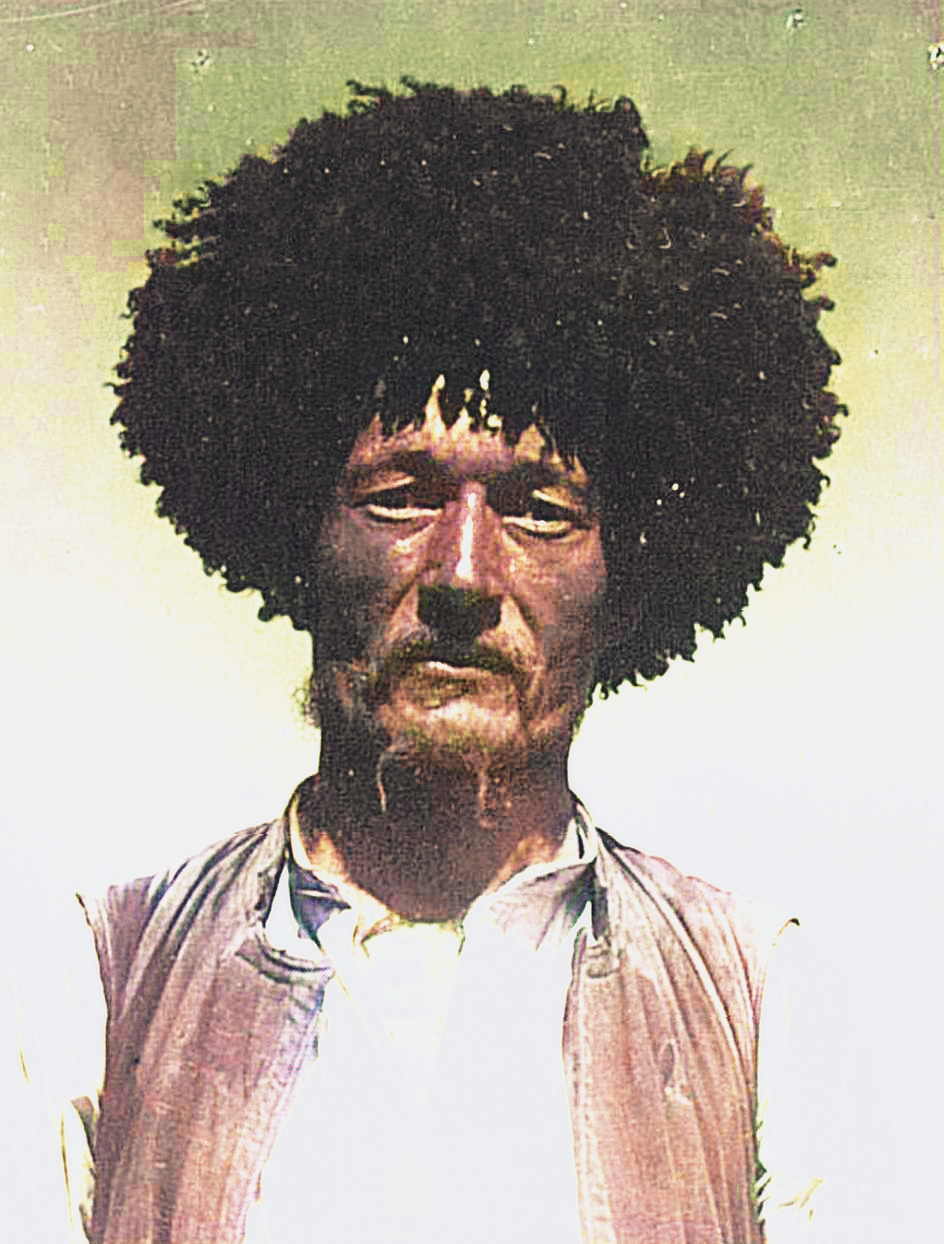
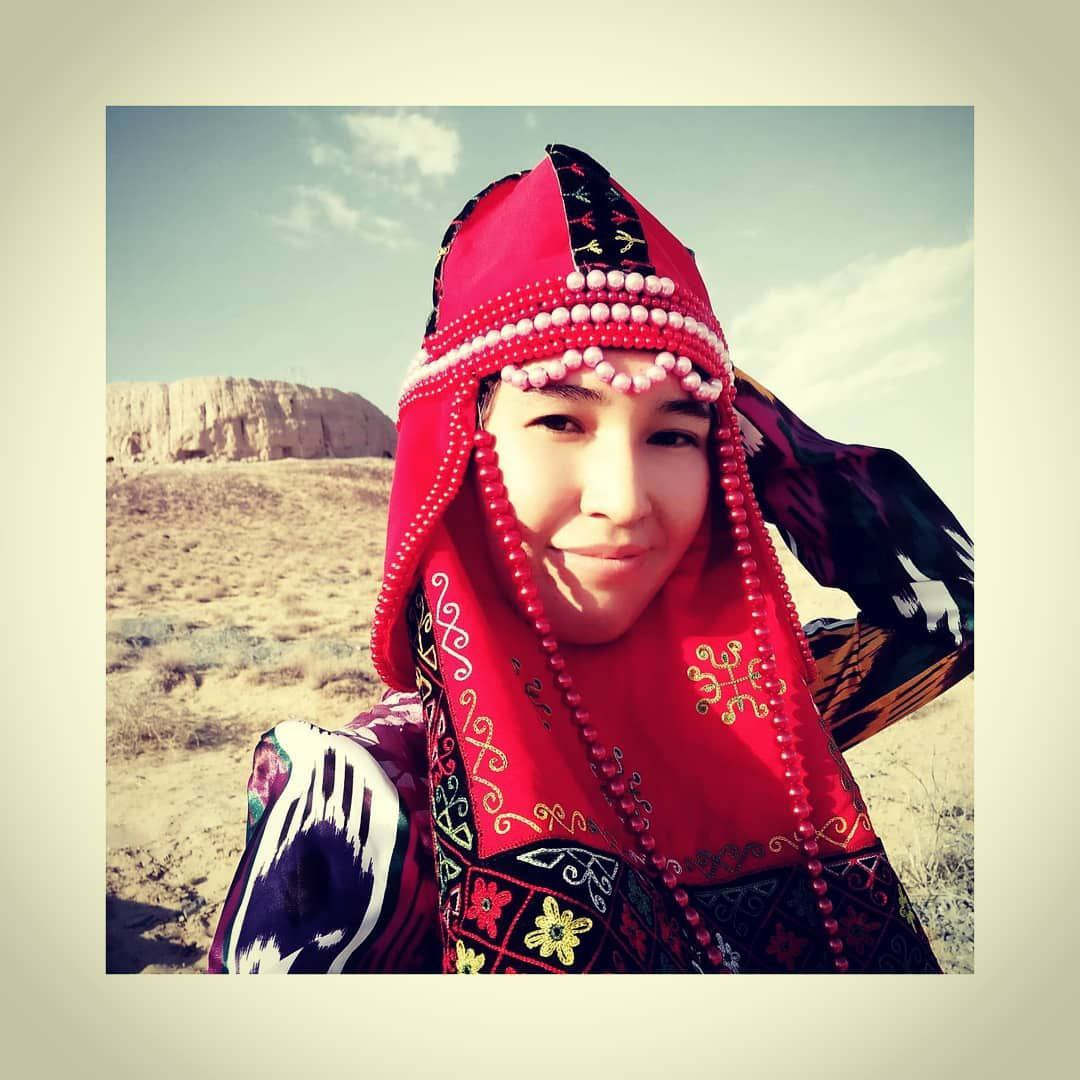
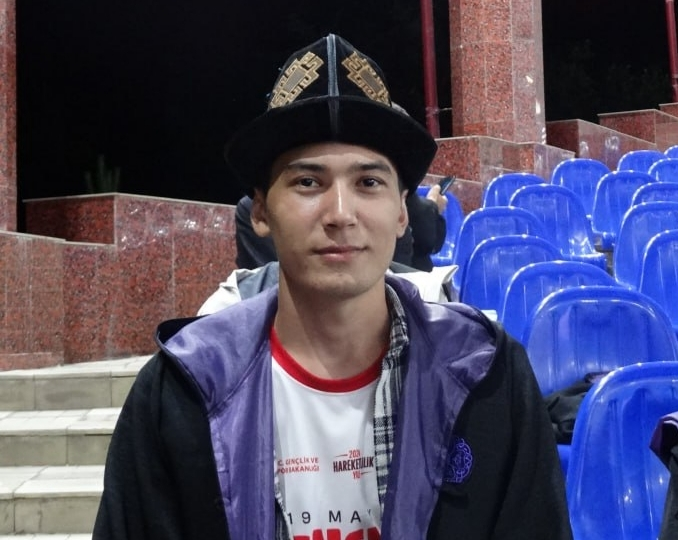
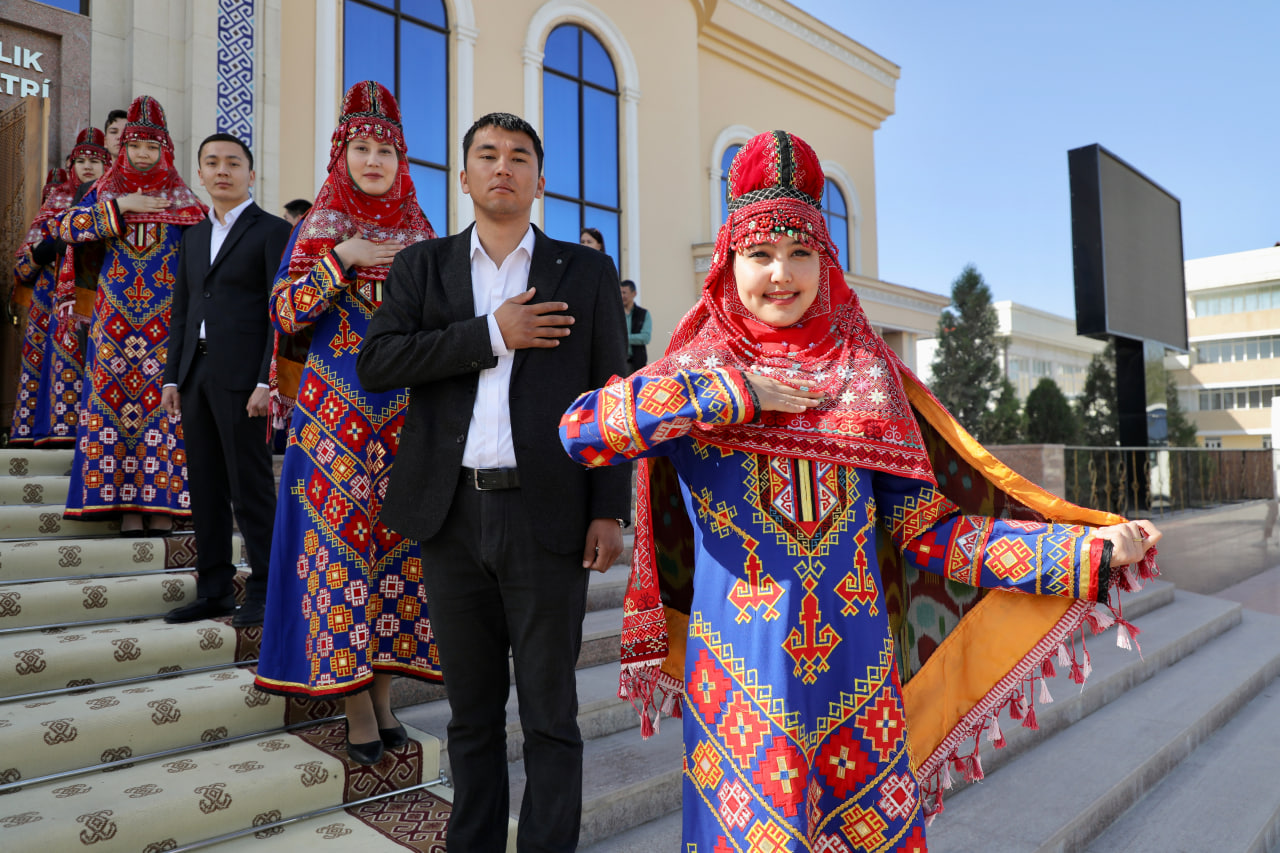
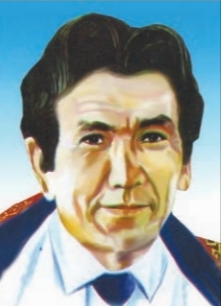

他們除了放牧，也從事捕魚和耕種。

## 語言
卡拉卡爾帕克語屬于阿爾泰語系突厥語族的欽察语支，自1940年起使用俄文字母的文字。

## 宗教
絕大部分卡拉卡爾帕克人是遜尼派穆斯林。他们在12世纪时已信仰伊斯兰教也信苏菲派。他们多数清真寺在努庫斯。